# Galeandra greenwoodiana
Galeandra greenwoodiana là một loài thực vật có hoa trong họ Lan. Loài này được Warford mô tả khoa học đầu tiên năm 1994.